# Trynidad i Tobago na Zimowych Igrzyskach Olimpijskich 1994
Trynidad i Tobago na Zimowych Igrzyskach Olimpijskich 1994 reprezentowało dwóch zawodników, którzy wystartowali w zawodach bobslejowych. Był to pierwszy start Trynidadu i Tobago na zimowych igrzyskach olimpijskich.

## Dyscypliny

### Bobsleje

#### Mężczyźni
| Osada | Zawodnik                 | Konkurencja | Ślizg 1 | Ślizg 2 | Ślizg 3 | Ślizg 4 | Łącznie | Pozycja |
| ----- | ------------------------ | ----------- | ------- | ------- | ------- | ------- | ------- | ------- |
| TTO-I | Gregory Sun Curtis Harry | Dwójki      | 55,09   | 54,88   | 55,14   | 55,13   | 3:40,24 | 37.     |